# Аджи, Букари
Букари Аджи (фр. Boukary Adji; 1939, Танут, Нигер — 4 июля 2018, Ниамей, Нигер) — нигерский государственный и политический деятель, премьер-министр Нигера в 1996 году.

## Биография
Букари Аджи родился в Тануте, Зиндер. Учился в Польше на стипендию, которую получил в 1963 году, затем в Абиджанском университете и в Центре финансовых и банковских исследований в Париже. Аджи был назначен директором министерства планирования в начале 1970-х годов и стал директором Центрального банка государств Западной Африки (BCEAO) в Нигере. 14 ноября 1983 года был назначен министром финансов и оставался на этой должности до смерти Сейни Кунче в 1987 году. Позже занимал должность вице-губернатора BCEAO.
Умер 4 июля 2018 года в Ниамее в возрасте 79 лет после болезни.